# پلامن دیموف
پلامن دیموف (بلغاری: Пламен Димов؛ زادهٔ ۲۹ اکتبر ۱۹۹۰) بازیکن فوتبال اهل بلغارستان است.
از باشگاه‌هایی که در آن بازی کرده است می‌توان به باشگاه فوتبال آلتای، باشگاه فوتبال لفسکی صوفیه، و باشگاه فوتبال شاختار قراغندی اشاره کرد.
وی همچنین در تیم ملی فوتبال زیر ۲۱ سال بلغارستان بازی کرده است.